# Richard Hol

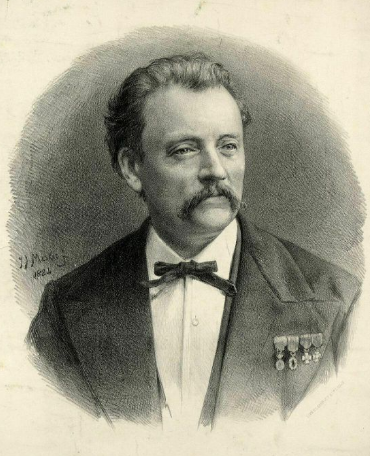
Richard Hol

Rijk (Richard) Hol, född 23 juli 1825 i Amsterdam, död 14 maj 1904 i Utrecht, var en nederländsk tonsättare. 
Hol, som var lärjunge till organisten Martens, blev 1856 dirigent för "Amstels mannenchor" i Amsterdam, 1863 stadsmusikdirektör och domkyrkoorganist i Utrecht samt anförare för konsertinstitut i Haag och Amsterdam. 
Hol var ej blott en av de mest ansedda dirigenterna och musikpedagogerna i Nederländerna, utan även en utom sitt fosterlands gränser bekant kompositör, hyllande företrädesvis den moderna riktningen. Bland hans över 125 utgivna verk kan nämnas fyra symfonier, operan Floris V, flera ballader (bland annat Der fliegende holländer), oratoriet David, mässor, visor och kammarmusik. Han skrev därjämte kritiker i nederländska musiktidningen "Cæcilia" och bland annat en monografi över Jan Pieterszoon Sweelinck (1859–60).